# Torre Gattarella

La Torre Gattarella, oggi ridotta a un rudere, venne costruita nel 1570 ed è la nona torre costiera appartenente al territorio della Capitanata. Eccone la descrizione 24 anni dopo la sua costruzione, tratta dal manoscritto di Carlo Gambacorta "Visita delle Torri di Capitanata nel mese di dicembre 1594":
(Carlo Gambacorta)
Nel 1685 "s'ha da rifare da sopra le pedamenta" forse per un precedente attacco piratesco o a causa di eventi naturali. Allo stato di rudere sull'omonimo promontorio che proteggeva l'antico approdo di Portonuovo, servì in seguito da postazione telegrafica.

È posta su un promontorio in posizione panoramica a diretto contatto visivo con la Torre di Portonuovo a nord e con la Torre San Felice a sud.

Strutturalmente segue lo schema delle torri del tardo periodo vicereale: pianta quadrata, massicce pareti di conci di pietra inclinate a scarpa, piccolissime aperture. Fu realizzata senza apparato a sporgere, tipico elemento di difesa, poiché era necessario procedere con rapidità ed in economia al completamento della cinta difensiva.

È accessibile dalla SP 53; il promontorio fa parte del centro turistico Gattarella.